# Plateau dell'Africa orientale

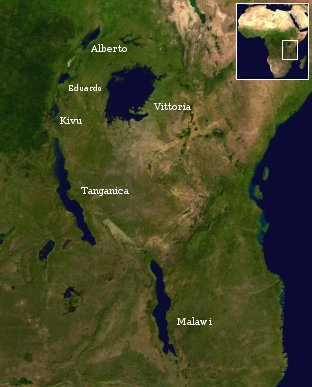
I grandi laghi africani visti dallo spazio. Sulla destra si intravede l'Oceano Indiano.

Il plateau dell'Africa orientale è un vasto altopiano situato nella parte centrale dell'Africa orientale e che si estende su una vasta area che va dagli altopiani etiopi a nord fino all'estremità settentrionale del lago Malawi e ad ovest del bacino del fiume Congo fino alle pianure costiere dell'Oceano Indiano.
Si estende in lunghezza per 1750 km e in larghezza per 1400 km. Comprende territori appartenenti agli attuali stati di Kenya, Uganda, Ruanda, Burundi, Tanzania e Zambia.

## Struttura geologica
Da un punto di vista geologico consiste di terrane risalenti al periodo Precambriano, che sono stati soggetti a fenomeni di estensione durante il Cenozoico a causa del rifting collegato all'allontanamento della placca araba dalla placca africana. I terrane collegati includono il cratone della Tanzania, situato al centro del plateau, oltre ad altre cinture mobili sviluppatesi nel corso del Proterozoico, che circondano il cratone. Le rift valley si sono sviluppate all'interno delle cinture mobili, contornando il nucleo del cratone. Il meccanismo e le strutture che controllano lo sviluppo del plateau dell'Africa orientale sono stati oggetto di numerosi studi in letteratura, ma non si è ancora ottenuta una loro piena comprensione a causa della limitata conoscenza della crosta e del mantello superiore dell'Africa orientale.

## Suddivisione
È suddiviso in aree geografiche che si estendono in direzione nord-sud e che consistono di catene montuose, tavolati e vallate. La caratteristica geografica principale è data dalle due grandi linee di avvallamenti, in parte dovute alla subsidenza di interi segmenti della crosta terrestre. Le parti più basse di questi avvallamenti sono occupate dai Grandi Laghi africani, il Lago Tanganica, Lago Vittoria, Lago Alberto, Lago Eduardo, Lago Kivu e Lago Malawi.
Verso sud le due grandi linee di avvallamenti si uniscono per formare un'unica grande vallata, dove si trova il Lago Malawi. La parte meridionale di questa vallata è meno pronunciata del resto del sistema, a causa dell'effetto combinato dei fenomeni di rifting e subsidenza.